# Coryphaenoides profundicolus
Coryphaenoides profundicolus är en fiskart som först beskrevs av Nybelin, 1957.  Coryphaenoides profundicolus ingår i släktet Coryphaenoides och familjen skolästfiskar. Inga underarter finns listade i Catalogue of Life.